# Stanisław Kośmiński

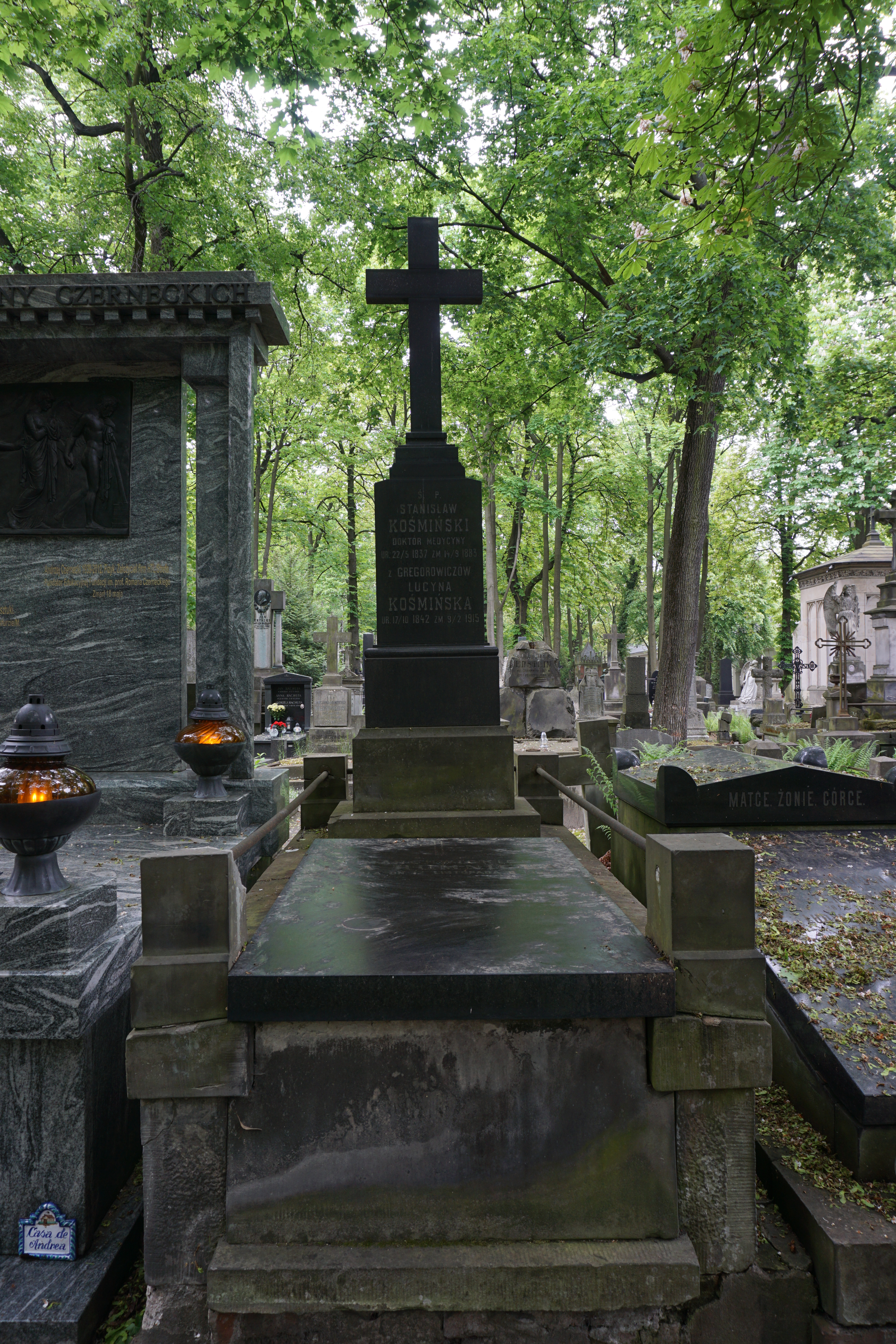
Grób Stanisława Kośmińskiego na cmentarzu Powązkowskim

Stanisław Lubicz Kośmiński (ur. 22 maja 1837 w Warszawie, zm. 14 września 1883 w Warszawie) – polski lekarz okulista, historyk medycyny.

## Życiorys
Syn nauczyciela szkół rządowych Józefa i Franciszki z Kamieńskich. Uczęszczał do gimnazjum w Sandomierzu i Warszawie, ukończył je w 1856 nagrodzony złotym medalem. Ukończył studia na wydziale lekarskim Uniwersytetu Moskiewskiego, następnie powrócił do Warszawy gdzie prowadził praktykę lekarską. W 1865 został docentem w klinice ocznej Szokalskiego w Warszawie. Bibliotekarz Warszawskiego Towarzystwa Lekarskiego (od 1872). Członek Wileńskiego Towarzystwa Lekarskiego. Żonaty z Lucyną z Gregorowiczów, dzieci nie miał.
Jego głównym dziełem był Słownik lekarzów polskich (Warszawa, 1883), który w całości ukazał się już po śmierci autora, staraniem wdowy Lucyny Kośmińskiej i doktora Józefa Peszke.
Pochowany na cmentarzu Powązkowskim (kwatera 22-4-17).

## Wybrane prace
- Wykaz rzeczy zawartych w 72 tomach Pamiętnika Towarzystwa Lekarskiego Warszawskiego z lat 1837-1876. Warszawa, Nakł. Towarzystwa Lekarskiego Warszawskiego 1877
- Słownik lekarzów polskich obejmujący oprócz krótkich życiorysów lekarzy polaków oraz cudzoziemców w Polsce osiadłych, dokładną bibliografią lekarską polską od czasów najdawniejszych aż do chwili obecnej. Warszawa, Nakł. autora 1883